# Neoseiulella cottieri
Neoseiulella cottieri är en spindeldjursart som först beskrevs av Elsie Collyer 1964.  Neoseiulella cottieri ingår i släktet Neoseiulella och familjen Phytoseiidae. Inga underarter finns listade i Catalogue of Life.